# Haramiyoidea
Haramiyoidea — підряд одних із найдревніших ссавців. Перші хараміїди відомі з верхнього норія (пізній тріас, близько 212 млн років тому). У пізньому тріасі — ранній юрі представники цього підряду були типові в фауні ссавців Європи, але рідкісні в Північній Америці. Середньоюрські хараміїди до цього часу відомі лише із Англії. Пізньоюрські хараміїди виявлені в Китаї, Танзанії і Росії. Ймовірно найпізніші хараміїди виявлені в пізній крейді (маастрах) Індії. Окрім унікальної знахідки часткового скелету Haramiyavia із пізнього тріасу в Гренландії, хараміїди відомі лише за ізольованими зубами. Перші (в історичному плані) відомі рослиноїдні ссавці. Їх зуби достатньо сильно схожі на зуби багатогорбкуватих, також Батлер встановив, що для хараміїд характерний рух нижньої щелепи назад в ударній фазі (як багатогорбкуватих) — палінальний рух. Проте, в еволюційному плані гараміїди були близькі із такими протоссавцями як морагнукодон. На задній частині верхньої щелепи містилась пазушна ямка для вушної кістки. Kemp (2005) запропонував зубну формулу І4/4 С1/1 Р4/4 М3/3, загалом 48 зубів. Дзеркальність верхнього і нижнього рядів вказується, в нього, як базальність.

## Родинний склад підряду
Підряд включає 4 родини, в які входять 12 — 14 видів.
- Гараміявіїди (Haramiyaviidae)
- Елевтеродонтиди (Eleutherodontidae)
- Аллостаффіїди (Allostaffidae)
- Гараміїди (Haramiyidae)